# Batocera horsfieldi
Batocera horsfieldi es una especie de escarabajo longicornio del género Batocera,  subfamilia Lamiinae. Fue descrita científicamente por Hope en 1839.
Se distribuye por Bután, China, India, Birmania, Nepal, Pakistán, Corea y Vietnam. Mide 45-67 milímetros de longitud. El período de vuelo ocurre en los meses de junio y julio.